# Адријен Рабио
Адријен Рабио Прово (фр. Adrien Rabiot-Provost; 3. април 1995) француски је фудбалер који игра на позицији централног везног играча. Тренутно наступа за Олимпик Марсељ и репрезентацију Француске.
Током омладинске каријере је променио неколико клубова, а професионални уговор је потписао са Пари Сен Жерменом 2012. године. У клубу је провео седам година и био петоструки шампион Француске. Током лета 2019. године постао је играч Јувентуса где је провео наредних пет сезона.
Од 2016. је члан сениорске репрезентације Француске. Наступао је на Европском првенству 2020.

## Трофеји

### Клупски
Пари Сен Жермен
- Прва лига Француске: 2013/14, 2014/15, 2015/16, 2017/18, 2018/19.
- Куп Француске: 2014/15, 2015/16, 2016/17, 2017/18.
- Лига куп Француске: 2013/14, 2014/15, 2015/16, 2016/17, 2017/18.
- Суперкуп Француске: 2015, 2016, 2017, 2018.

Јувентус
- Серија А: 2019/20.
- Куп Италије: 2020/21, 2023/24.
- Суперкуп Италије: 2020.

### Репрезентативни
Француска до 19
- Европско првенство до 19 година: друго место 2013.

### Индивидуални
- Тим турнира Европског првенства до 19 година: 2013.